# Amazon Go
Amazon Go – sieć sklepów spożywczych prowadzonych przez amerykańskie przedsiębiorstwo handlowe amazon.com. Pierwszy sklep otwarto (tylko dla pracowników Amazona) 5 grudnia 2016 r. w Seattle, w budynku siedziby firmy. W marcu 2020 roku istniało już 27 sklepów znajdujących się w Seattle, Chicago, San Francisco i Nowym Jorku.
Punkty sprzedaży są częściowo zautomatyzowane, gdzie kupujący mogą nabywać produkty bez pomocy kasjera i bez korzystania z kas samoobsługowych.
W doniesieniu prasowym z otwarcia pierwszego sklepu, opublikowanym w dzienniku „The Wall Street Journal”, napisano, że jest on pierwszym z co najmniej trzech planowanych przez Amazon, gdzie każdy z nich ma mieć inny format. W październiku 2016 roku dziennikarze „Business Insider” napisali na łamach tej e-gazety, że widzieli oni wewnętrzne dokumenty Amazona, w których opisywano otwarcie, w ciągu dziecięciu następnych lat, 2000 sklepów. Rzecznicy Amazona zdementowali te informacje, utrzymując, że nadal się uczą.
Internetowy serwis (o nowinkach technologicznych) „The Verge” napisał, że otwarcie pierwszego sklepu ogólnodostępnego miało nastąpić na początku stycznia 2017 roku. Pierwszy lokal ma jedynie 1800 stóp kwadratowych (167 m²), czyli miał powierzchnię przeciętnego sklepu ogólnospożywczego z podstawowymi artykułami. Następne sklepy testowe mają być większe. Sklep w wersji beta działa poprawnie jedynie, gdy znajduje się w nim mniej niż 20 klientów. Każda większa liczba odwiedzających lokal powoduje, że śledząca kupujących technologia Amazona ulega awarii, ponieważ nie nadąża ona za tak liczną klientelą. W czerwcu 2019 Amazon otworzył kolejny taki sklep w Nowym Jorku – to już siedemnasta lokalizacja, wliczając sklepy m.in. w Seattle, Chicago i San Francisco.

## Koncepcja
Według promocyjnego filmu udostępnionego w serwisie YouTube pomysł na sklep tego typu wykorzystuje kilka technologii, m.in. rozpoznawania obrazów, algorytmów deep learning i przetwarzania danych z kilku detektorów, co ma zautomatyzować kroki, tj. zakup, postój przy kasie oraz zapłata, które związane są z transakcją handlową. Koncept takiego sklepu jest odbierany jako rewolucyjny model biznesowej innowacji, który polega na powszechnie wykorzystywanych smartfonach i technologii geo-ogrodzenia. Ma to na celu usprawnienie konsumenckiego doświadczenia, tak jak łańcuch dostaw i zarządzanie zapasami. Jednak rzeczywiste wejście na rynek prototypowego sklepu Amazon Go w Seattle zostało przesunięte w czasie, czego powodem były problemy ze zdolnością czujników mających śledzić wiele osób lub obiektów znajdujących się w lokalu.
Sklepy w Seattle i Chicago

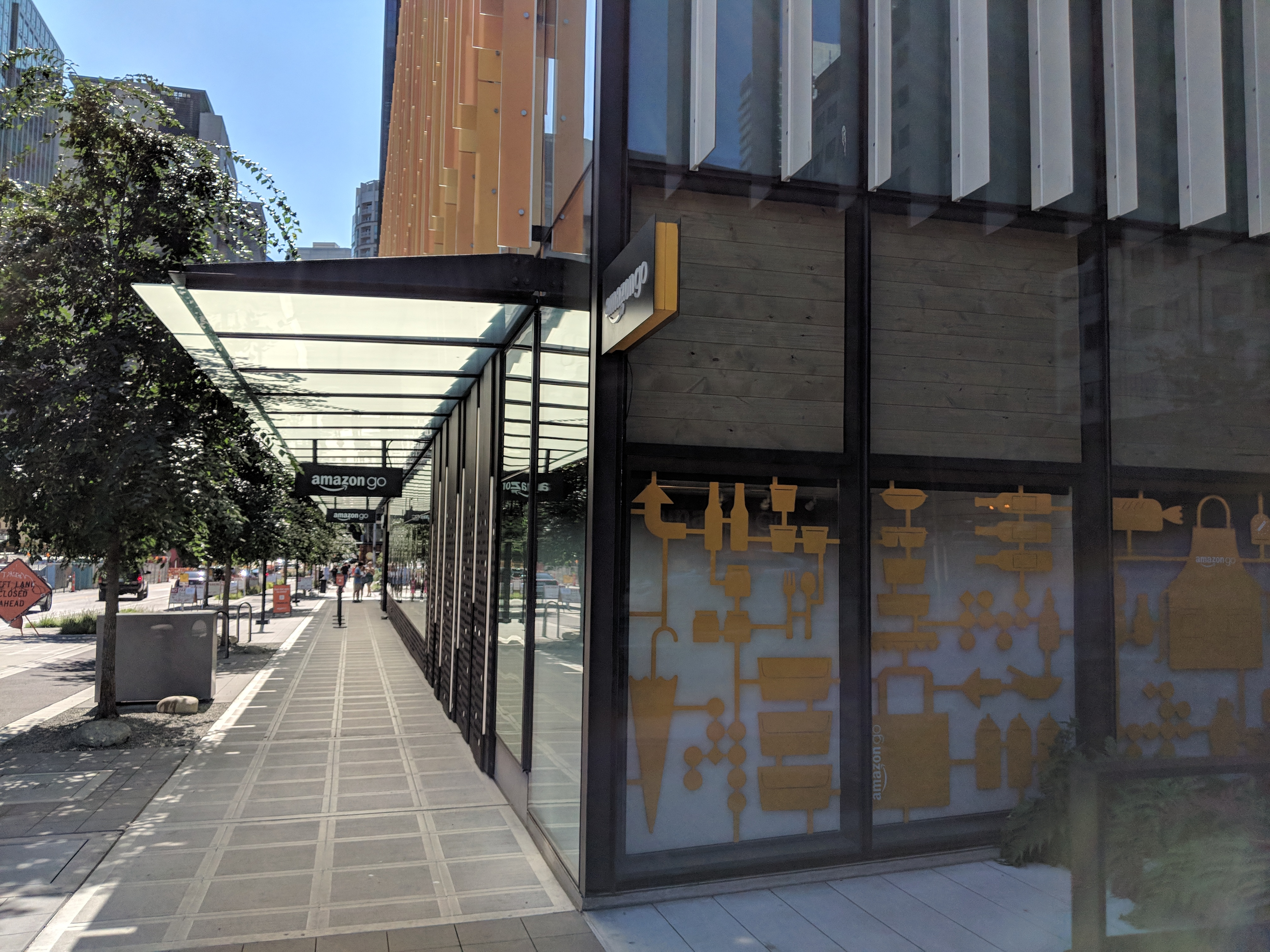
Amazon Go z zewnątrz (Seattle)
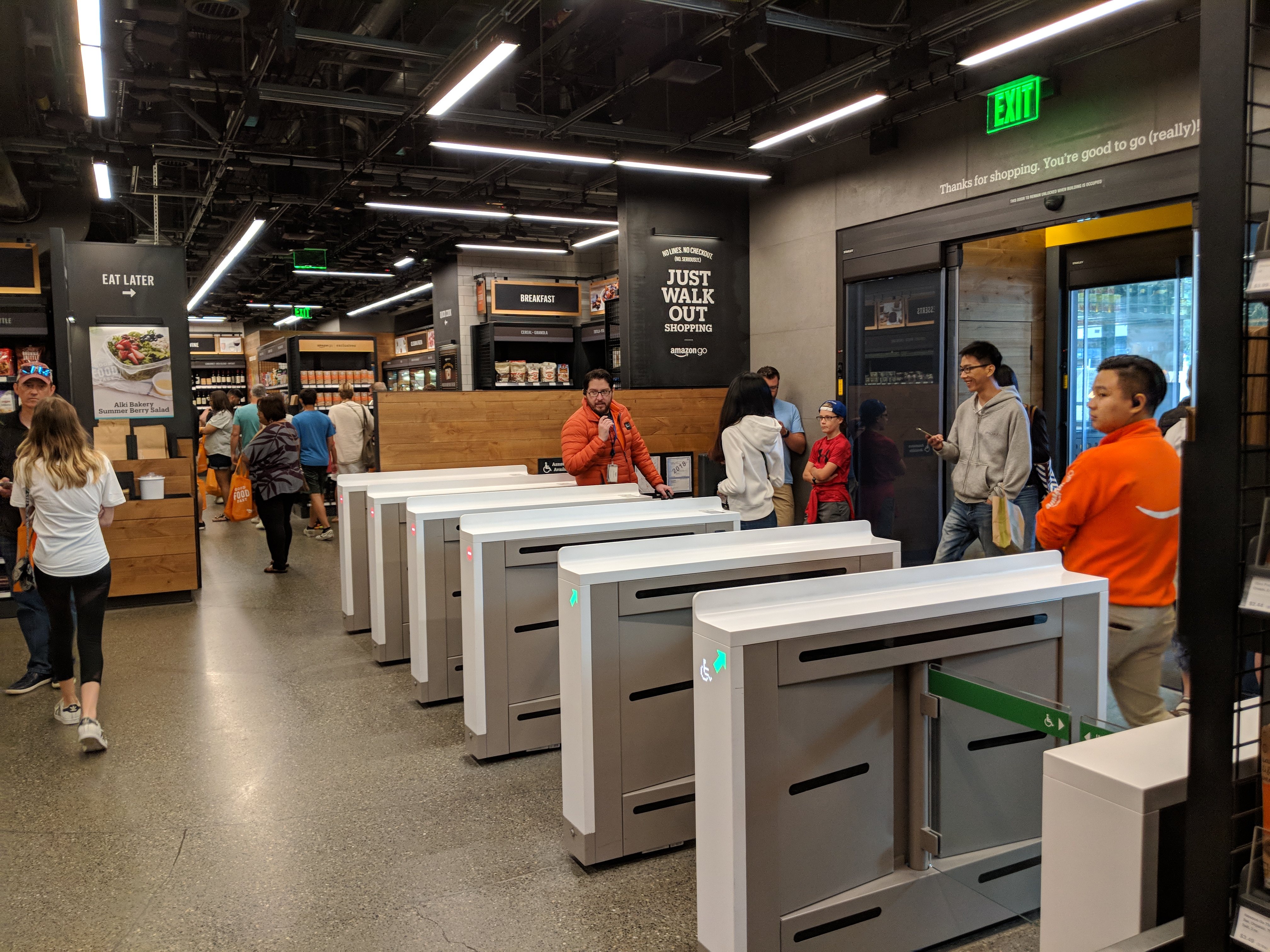
Wnętrze sklepu Amazon Go (Seattle)
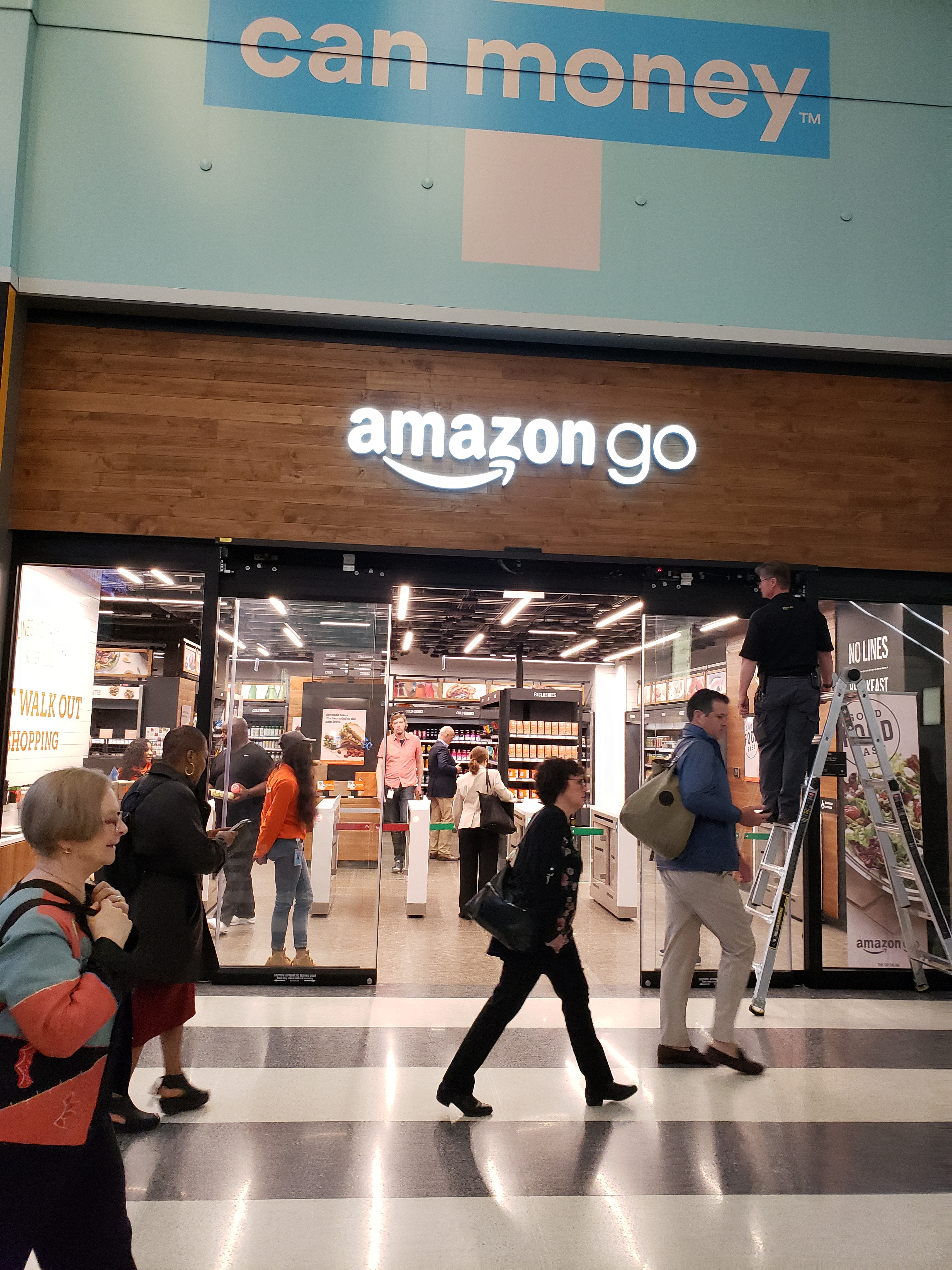
Wejście do sklepu Amazon Go (Chicago)
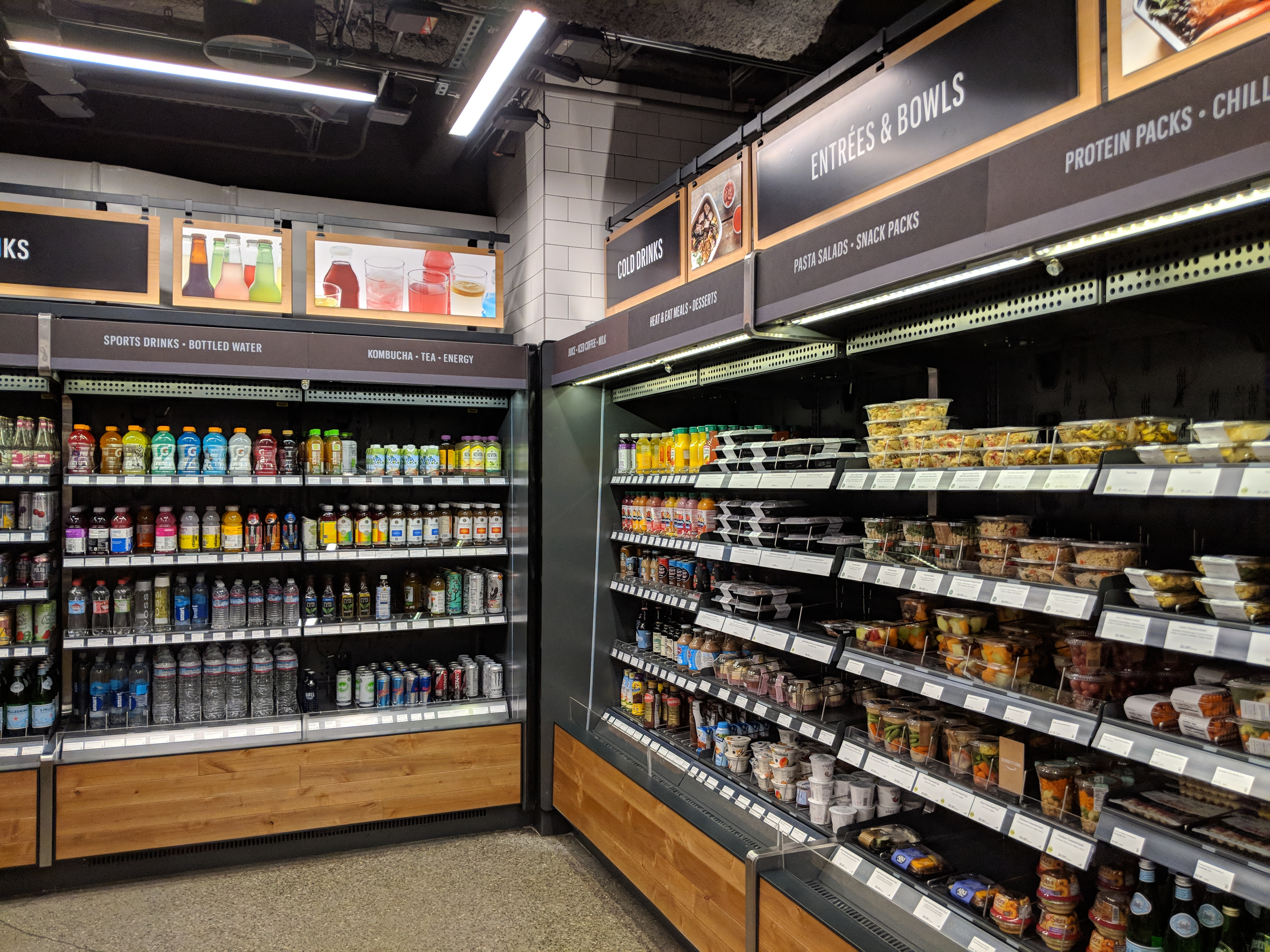
Wnętrze sklepu Amazon Go (Seattle)
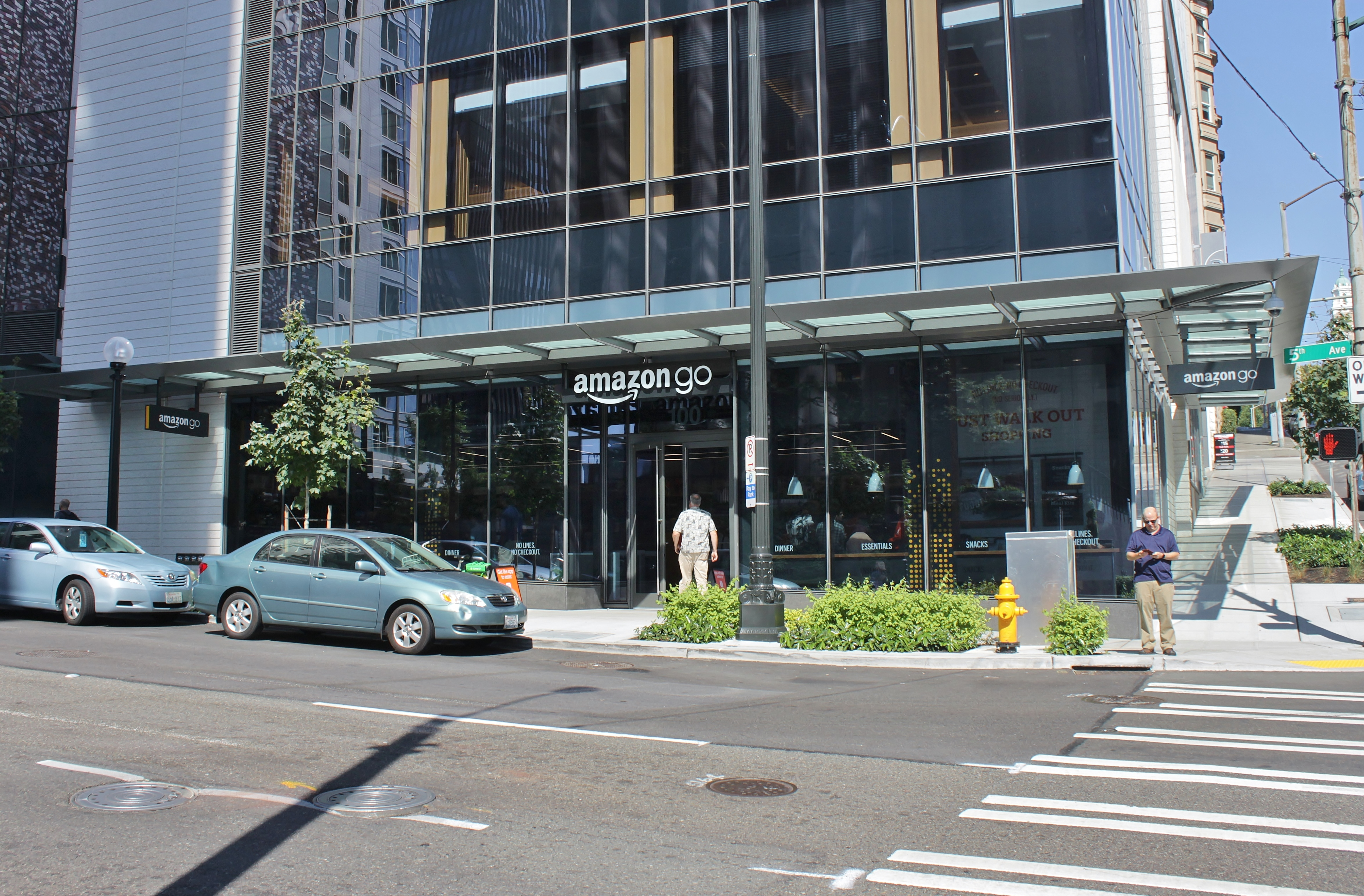
Amazon Go z zewnątrz (Seattle)
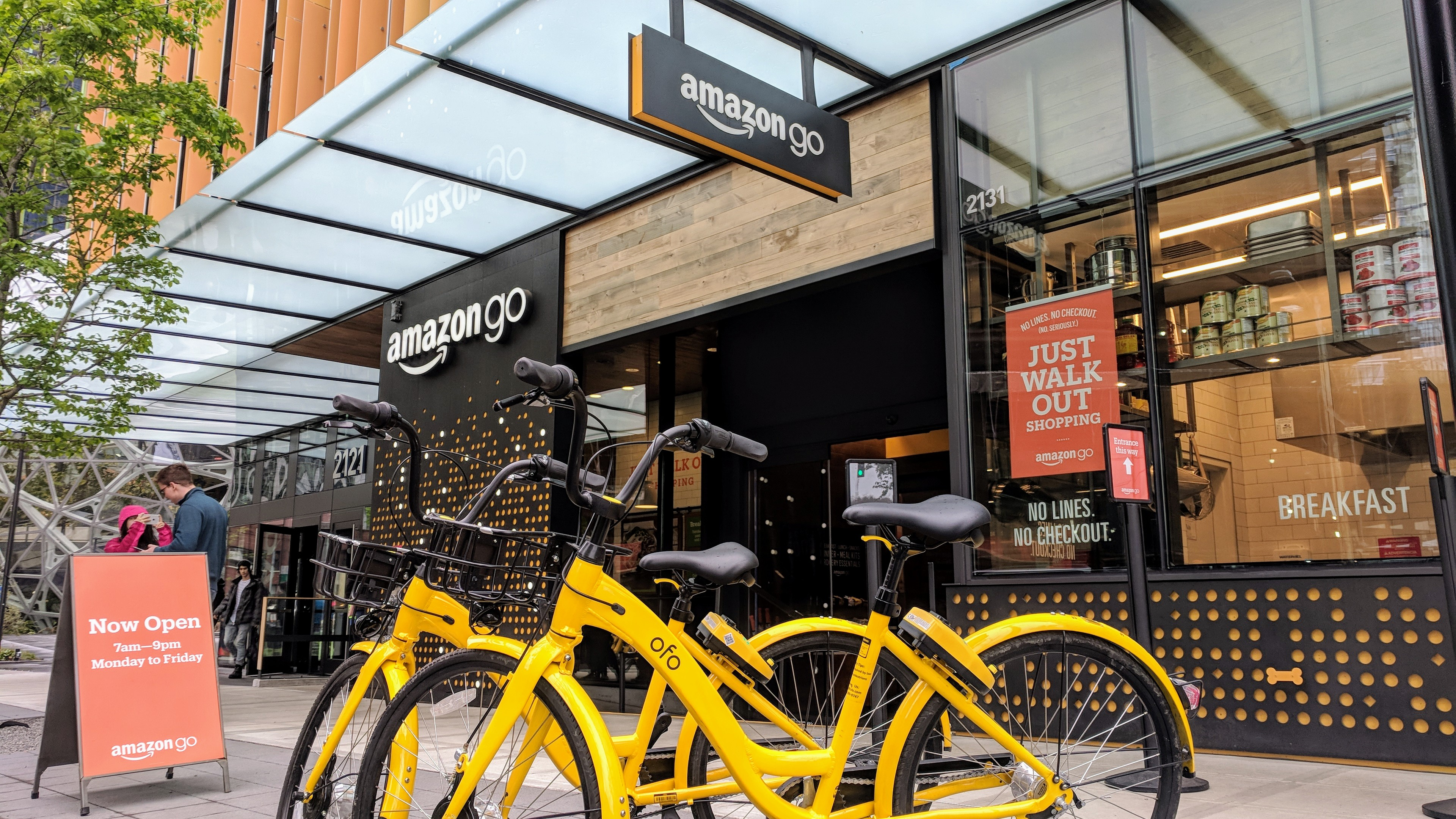
Amazon Go z zewnątrz (Seattle)